# Гай Сульпіцій Гальба (консул 22 року)
Гай Сульпіцій Гальба (лат. Gaius Sulpicius Galba; ? — 36) — державний діяч Римської імперії, консул 22 року.

## Життєпис
Походив з патриціанського роду Сульпіціїв. Син Гая Сульпіція Гальби, консула-суффекта 5 року до н. е., та Муммії Ахаїки.
Про його життя відомо мало. У 22 році став консулом, разом з Децимом Гатерієм Агріппою. Згодом розтринькав значну частину свого спадку та сподівався отримати посаду у провінції, щоб виправити свій матеріальний стан. Коли імператор Тиберій відмовив Гальбі як претенденту на проконсульства в Ахайї або Африці, останній наклав на себе руки.